# Historical Enquiries Team
L'Historical Enquiries Team è stata un'unità del Police Service of Northern Ireland istituita nel settembre 2005 per indagare sui 3.269 omicidi irrisolti commessi durante il conflitto nordirlandese, in particolare tra il 1968 e il 1998. La sua attività si è conclusa nel settembre 2014, quando il PSNI si è ristrutturato a seguito dei tagli di bilancio.

## Obiettivi
Il team aveva tre obiettivi:
- Lavorare con le famiglie di coloro che erano stati uccisi.
- Garantire che i casi siano stati condotti secondo i moderni standard di polizia, e
- Svolgere il lavoro in modo tale che la comunità più ampia avesse fiducia nei risultati.

Il lavoro con le famiglie era al centro degli obiettivi dell'HET, con un processo di collegamento familiare in atto e l'impegno dell'HET a fornire a ciascuna famiglia interessata una copia del rapporto pertinente.
Era diretto dal comandante David Cox, ex membro della London Metropolitan Police, e consisteva in una squadra di 100 investigatori e personale di supporto e un budget di 30 milioni di sterline.
L'HET è stato suddiviso in due team distinti: Review e Investigation. Il team Review era composto da agenti di polizia impiegati e distaccati dall'esterno dell'Irlanda del Nord, mentre il team Investigation è stato reclutato a livello locale.
Il team intendeva adempiere al proprio mandato entro il 2011. Tuttavia, gli investigatori - insieme al Police Ombudsman - hanno convenuto che avrebbero avuto bisogno di più tempo per esaminare i casi in sospeso. I casi erano generalmente trattati in ordine cronologico.
Il 29 gennaio 2008, è stato annunciato che il team avrebbe riaperto i file su 124 morti risultanti da sparatorie mortali da parte di soldati dell'esercito britannico tra il 1970 e il 1973. A quel tempo, in base a un accordo tra l'esercito britannico e la Royal Ulster Constabulary (RUC), I testimoni militari delle morti sono stati spesso inizialmente sentiti dalla Royal Military Police invece che dalla RUC. Da allora erano stati sollevati dubbi circa l'indipendenza e l'efficacia di queste indagini.
Nel febbraio 2008 è stato confermato alla Camera dei comuni che l'Historical Enquiries Team (HET) avrebbe esaminato tutte le morti attribuite al conflitto nordirlandese dal gennaio 1969 all'accordo del Venerdì Santo nel 1998, equivalenti a 3.268 morti avvenute in 2.516 incidenti, o 'casi'. A quel tempo 1.039 casi erano stati assegnati all'HET e il team aveva un totale di 175 dipendenti.
Le importanti riforme alla struttura e alle risorse del PSNI annunciate nel settembre 2014 hanno comportato la chiusura dell'Historical Enquiries Team, da sostituire con "un'unità molto più piccola" all'interno del PSNI.

## Risultati
L'HET ha indagato su molte delle uccisioni più controverse durante i Troubles, inclusa l'uccisione di Terry Herdman (17) nel 1973, che aveva amici nell'IRA ed è stato accusato di essere un informatore. Fu quindi ucciso dall'IRA poiché lo consideravano una "responsabilità"; l'HET ha riferito che Herdman non ha consapevolmente tradito i segreti dell'IRA all'esercito o alla polizia.
Il rapporto dell'Historical Enquiries Team (HET) sugli omicidi del Miami Showband del 1975, un'imboscata ai civili che viaggiavano in un minibus, confermò il coinvolgimento del leader dell'UVF del Mid-Ulster Robin "Jackal" Jackson e lo identificò come un agente del RUC Special Branch. L'HET ha affermato che gli omicidi hanno sollevato "inquietanti domande sul comportamento collusivo e corrotto" tra paramilitari lealisti e forze statali britanniche.
Il rapporto HET sul massacro di Kingsmill del 1976, un'imboscata ai civili che viaggiavano in un minibus, affermava che l'organizzazione che ha eseguito l'atto, la South Armagh Republican Action Force (SARAF), includeva membri della Provisional IRA nonostante quell'organizzazione fosse su un cessate il fuoco. Il rapporto HET diceva che tutti i 10 uomini vittime del massacro, dei quali appartenevano all'Ordine di Orange, erano stati presi di mira perché appartenevano alla comunità protestante, e che il loro omicidio era una risposta settaria alla sparatoria di 7 cattolici nelle uccisioni di Reavey e O'Dowd avvenute la notte prima ma che erano state pianificate prima di quell'evento. Ciò è in linea con la dichiarazione contemporanea rilasciata dal portavoce di SARAF.
Nella sparatoria fatale a danno di Aidan McAnespie il 21 febbraio 1988, il soldato del British Army affermò che le sue mani erano bagnate, costringendolo a sparare inavvertitamente con la sua mitragliatrice mentre si muoveva all'interno di un sanger. Il rapporto ha definito questa come la "versione meno probabile" di quanto accaduto.
Damien Walsh (17) è stato assassinato mentre lavorava in un'azienda di fornitura di carbone a Twinbrook nel 1993. L'HET ha riferito che i soldati britannici sotto copertura stavano guardando i lealisti dell'UFF mentre uccidevano l'adolescente cattolico ma erano troppo lontani per intervenire.
William McGreanery (41) è stato ucciso da un soldato britannico a Derry nel 1971 mentre stava passando davanti a un punto di osservazione. Un'indagine dell'HET sulla morte di MrGreanery ha scoperto che non portava un'arma da fuoco e che non rappresentava una minaccia per i soldati, nonostante le precedenti affermazioni che lo confermavano.
Majella O'Hare (12) di Whitecross era in procinto di confessarsi il 14 agosto 1976, quando fu colpita alla schiena da un proiettile. Un rapporto dell'HET ha sostenuto una precedente indagine della RUC che ha scoperto che il soldato britannico che le ha sparato non stava rispondendo al fuoco, come aveva affermato.
Un rapporto dell'HET sugli omicidi lealisti di tre fratelli del sud di Armagh nel 1976 ha scagionato loro e la loro famiglia da qualsiasi legame con il paramilitarismo. I fratelli - John Martin, Brian e Anthony Reavey che erano tutti cattolici - furono uccisi da sei uomini mascherati che fecero irruzione nella loro casa a Whitecross nel gennaio 1976.
Nella sparatoria dei bookmaker di Sean Graham, cinque civili cattolici sono stati uccisi in un attacco armato perpetrato dall'UDA, che ha aperto il fuoco sul negozio del bookmaker in Ormeau Road nel 1992. Il rapporto dell'HET ha confermato che una delle armi usate dalla banda dell'UDA era stata loro precedentemente restituita dagli ufficiali della RUC.

## Rapporto dell'Inspectorate of Constabulary
Un rapporto del 2013 sull'HET da parte dell'Her Majesty's Inspectorate of Constabulary del Regno Unito ha rilevato che l'HET non stava riesaminando tutti i casi storici di sua competenza in modo coerente e che alcuni casi riguardanti morti causate da membri della polizia e dell'esercito (rapporto denominato "casi di coinvolgimento statale") erano "in fase di revisione con meno rigore in alcune aree" rispetto ai casi non statali.